# Mike Muir
Mike Muir (ur. 14 marca 1963 w Los Angeles) – amerykański wokalista, członek zespołów Suicidal Tendencies oraz Infectious Grooves. Prowadzi on również projekt solowy pod pseudonimem Cyco Miko.
W 2009 roku wokalista został sklasyfikowany na 40. miejscu listy 50 najlepszych heavymetalowych frontmanów wszech czasów według Roadrunner Records.

## Filmografia
| Tytuł                     | Rok  | Rola        | Uwagi                                 | Źródło |
| ------------------------- | ---- | ----------- | ------------------------------------- | ------ |
| "Freaks, Nerds & Weirdos" | 1994 | jako on sam | film dokumentalny, reżyseria: Rob Fox | [ 3 ]  |

## Nagrody i wyróżnienia
| Rok  | Kategoria | Tytułem   | Nagroda                         | Nota | Źródło |
| ---- | --------- | --------- | ------------------------------- | ---- | ------ |
| 2015 | Icon      | Mike Muir | Metal Hammer Golden Gods Awards | Laur | [ 4 ]  |